# Povstání tchaj-pchingů
Povstání tchaj-pchingů (1850–1871) byla rolnická vzpoura v Číně proti mandžuské říši Čching, jíž byla Čína součástí. Povstání vypuklo roku 1850 v provincii Kuang-si, vůdcem byl Chung Siou-čchüan, křesťanský konvertita, který na ovládaném území založil nezávislý stát – Nebeskou říši velkého míru (čínsky: český přepis Tchaj-pching tchien kuo, pchin-jin Tàipíng Tiān Guó, znaky 太平天囯), kontrolující částečně nebo úplně provincie Chu-pej, An-chuej, Ťiang-si a Če-ťiang, od roku 1853 s hlavním městem v Nankingu. Na území ovládaném tchaj-pchingy žilo kolem 30 milionů lidí.
Povstání zasáhlo většinu Číny, rebelové ohrožovali i Peking. Po mnohaletých válkách byli rebelové poraženi čchingskou armádou za pomoci Spojeného království a Francie. Války způsobily masivní ztráty na lidských životech, jež se odhadují na 20–30 milionů, a ohromné škody na majetku, což by z konfliktu dělalo třetí nejkrvavější, po první a druhé světové válce.
Povstalci zde provedli radikální reformy, prosazujíce rovnost lidí. Tradiční čínská náboženství, konfuciánství, buddhismus a taoismus nahradili specifickou formou křesťanství, v jejíž čele stál Chung Siou-čchüan považující se za mladšího bratra Ježíše Krista.
Tchaj-pchingové odmítali nošení copu nařízené mandžuskou vládou, byli proto nazýváni „dlouhovlasí“ (čínsky: pchin-jin chángmáo, znaky zjednodušené 长毛, tradiční 長毛) či „vlasatí bandité“ (čínsky: pchin-jin fà zéi, znaky 髮賊).

## Ztráta území Sibiře
Povstání tchaj-pchingů byl jeden z mnoha konfliktů, který se odehrával na území Číny v polovině 19. století. Čínu oslabila např. francouzsko-britská invaze (1856–1860) během druhé opiové války. Situace využilo Rusko a shromáždilo na východě Číny armádu. Pod tlakem Číňané přenechali Rusku obrovské území známé jako Vnější Mandžusko. Na tomto území dnes leží např. města Vladivostok nebo Chabarovsk. Do poloviny 19. století byl čínský také ostrov Sachalin. Po opiových válkách donutilo Rusko Čínu k podepsání Ajgunské smlouvy a Pekingské smlouvy, po nichž Čína ztratila všechna území na sever od řek Chej-lung-ťiangu (Amur) a východ Ussuri (Vnější Mandžusko), včetně Sachalinu ve prospěch Ruska.